# Chamorro (Las Marías)
Chamorro es un barrio ubicado en el municipio de Las Marías en el estado libre asociado de Puerto Rico. En el Censo de 2010 tenía una población de 98 habitantes y una densidad poblacional de 27,74 personas por km².

## Geografía
Chamorro se encuentra ubicado en las coordenadas 18°13′27″N 66°54′56″O / 18.22417, -66.91556. Según la Oficina del Censo de los Estados Unidos, Chamorro tiene una superficie total de 3.53 km², que corresponden a tierra firme.

## Demografía
Según el censo de 2010, había 98 personas residiendo en Chamorro. La densidad de población era de 27,74 hab./km². De los 98 habitantes, Chamorro estaba compuesto por el 81.63% blancos, el 1.02% eran afroamericanos y el 17.35% eran de otras razas. Del total de la población el 98.98% eran hispanos o latinos de cualquier raza.